# کیث همپشر
کیث همپشر (انگلیسی: Keith Hampshire؛ زادهٔ ۲۳ نوامبر ۱۹۴۵) ترانه‌سرا، خواننده و صداپیشه اهل بریتانیا است که در دههٔ ۱۹۷۰ میلادی شهرت داشت. ترانهٔ «روزهنگام و شبانگاه» به رتبه ۵۱ بیلبورد هات ۱۰۰ رسید. بازاجرای او از ترانهٔ «نخستین زخم عشق، عمیق‌ترین است» به رتبهٔ ۱ کشور کانادا دست یافت.
از فیلم‌ها یا مجموعه‌های تلویزیونی که وی در آن‌ها نقش داشته‌است، می‌توان به ماجراهای تن‌تن و بیتل‌جوس اشاره نمود.